# 世界征服チルドレン
『世界征服チルドレン』（せかいせいふくチルドレン）は、高坂りとによる日本の漫画作品。『Comic B's-LOG』2006年1号より、奇数月発売号で連載中。

## ストーリー
主人公・守都茜は、転入を機に消極的な自分を変えようとミステリー研究部のドアを叩く。UFOやUMAなどのミステリーを解明する同志がたくさんいるだろうと期待していたが、そこは「世界征服」を目指し日々「指令」をこなす部だった!?

## 登場人物
守都 茜（もりと あかね）
主人公の少年。高等部1年。桐星学園に転入してきたのを機に、消極的な自分を変えようとミステリー研究部（以下ミス研）に入部した。個性的な部員たちへのツッコミ役。
親が株で儲けて貧乏では無くなったが、貧乏性が抜けずに3日分の食事が梅干一つという極貧な生活を送っている。このためか、金銭がからむと普段以上の執着を見せる（例：新品のブランド制服をボロボロにされて怒る等）。
成宮 久遠（なるみや くおん）
高等部2年。趣味は園芸。普段は温厚な性格だが、怒ると性格が一転してかなり怖い。一部では「王子様」と呼ばれており、五十鈴からは行き過ぎた好意を寄せられている。
ミス研と園芸部を兼部していたが、園芸部の部長に任命されたことで現在はミス研を退部している（部長の兼部は認められていない為）。その後ろめたさからか、守都を勧誘するのに必死だった。
日下部 和泉（くさかべ いずみ）
高等部2年。趣味は発明で、にゃん吉やロボットたちの生みの親。自称「天才発明家」。しかしデジタルカメラは量販店で購入していた。
初対面の茜に金を要求したり、支給された部費を一人で使い込んだりと金に対する執着が強い。金になることには熱心だが、自分にメリットのないことには徹底的に冷淡。メンバーの誰よりも「世界征服」を夢見ており、日々そのための研究を重ねている。
和深 月読・乙姫（わぶか つくよみ・おとひめ）
高等部1年の双子。年齢はわずか9歳だが、天才児として飛び級している。常に2人一緒で行動する。口数が少ないが、ツッコミは毒舌。
リエル・ローズベリー
高等部2年。ミス研メンバーの中では比較的常識人で、茜に次ぐツッコミ役だが、殴る・蹴る等の激しいツッコミが多い。
にゃん吉（にゃんきち）
自称「ミス研アイドルマスコット」。直立歩行で人語を解するネコ。だがミス研メンバーからはぞんざいな扱いを受けている。和泉の発明中に偶然誕生したらしく、和泉本人からは「金にならない役立たず」と認識されている。理事長からの指令をメンバーに伝えるのが役目。
北条 五十鈴（ほうじょう いすず）
高等部1年。園芸部所属。見た目は可愛らしいが、久遠に行き過ぎた好意を寄せており彼をストーキングしている。家は有限会社北条製鉄。妄想癖があり、その威力はミス研の部員たちに「有害妄想」と言わしめる程。「萌え」に関する知識が深く、対象物を短時間で分析することができる。本人曰く「萌えは別腹」。

## 用語
ミステリー研究部
表向きはそう名乗っているが、実態は世界征服を目指す集団。制服は軍服。学園の地下を無断で改造して秘密基地を作っており、和泉のロボットも格納されている。そのことを黙認してもらう代わり、理事長から「指令」を受け、学園内の問題を日々（逆に問題が大きくなることの方が圧倒的に多いが）解決している。

## 既刊
- 第1巻（ISBN 4757734328） - 2007年5月1日発売
- 第2巻（ISBN 4757740832） - 2008年3月1日発売